# Władisław Klembowski
Władisław Napoleonowicz Klembowski, ros. Владислав Наполеонович Клембовский, (ur. 16 maja?/28 maja 1860 w guberni moskiewskiej, zm. 19 lipca 1921 w Moskwie) – generał piechoty armii Imperium Rosyjskiego, dowódca wojskowy w czasie wojny rosyjsko-japońskiej 1904–1905 i I wojny światowej 1914–1918.

## Życiorys
Pochodził z rodziny szlacheckiej. Ukończył 1 Gimnazjum Wojskowe w Moskwie i 3 Aleksandrowską Szkołę Oficerską oraz Nikołajewską Akademię Sztabu Generalnego w 1885 roku. Oficer z 1879. Dowódca kompanii, w sztabie dywizji, wykładowca nauk wojskowych w Twerskiej Kawaleryjskiej Szkole Junkrów, w sztabie brygady, dowódca batalionu. W latach 1897–1901 szef sztabu kolejno w trzech dywizjach, od 1901 dowódca 122 Tambowskiego pułku piechoty, na czele którego rozpoczął wojnę rosyjsko-japońską (1904–1905). W czasie wojny dwa razy ranny. Od 21 października 1904 szef sztabu 4 KA. Po zakończeniu wojny szef sztabu 10 KA. Od czerwca 1912 dowódca 9 Dywizji Piechoty, na czele której rozpoczął I wojnę światową, w składzie 10 KA. W lipcu 1912 generał lejtnant.
Po klęsce pod Kraśnikiem w połowie sierpnia dowódca 16 KA w 4 Armii. Od 13 grudnia szef sztabu Frontu Południowo-Zachodniego u gen. A. Brusiłowa. Zajmował to stanowisko w czasie tzw. „przełamania Brusiłowa”, dowodził przełamaniem pod Łuckiem. Za bitwę nagrodzony Orderem Świętego Jerzego IV stopnia i mianowany generałem piechoty. W grudniu 1915 dowódca 5 Armii, jednak na skutek choroby przekazał w styczniu 1916 dowodzenie gen. A. Kuropatkinowi. Po chorobie szef sztabu Frontu Południowo-Zachodniego. Od października 1916 dowódca 11 Armii, na miejsce gen. W. W. Sacharowa, który przeszedł na Front Rumuński. Od 20 grudnia 1916 pomocnik szefa sztabu Stawki, współpracował z gen. W. I. Gurką i gen. M. W. Aleksiejewem. Od 11 marca do 5 kwietnia 1917 szef sztabu Stawki.
Po rewolucji lutowej odmówił przyjęcia stanowiska dowódcy armii. Od 28 marca 1917 członek Rady Wojennej. Po zdjęciu gen. A. M. Dragomirowa wyznaczony 31 maja 1917 naczelnym dowódcą Frontu Północnego (1, 12, 5, Armie i 42 samodzielny KA w Finlandii). 23 czerwca przeprowadził bez rezultatu operację zaczepną pod Jakobstadem. 27 czerwca na Dźwinie, bez walki, oddał przyczółek. W sierpniu przeprowadził operację ryską. Operacja zakończyła się niepowodzeniem. Od klęski Frontu uratowało go przerzucenie wojsk niemieckich do Włoch i na front zachodni. Po ustąpieniu Ł. Korniłowa Kieryński zaproponował mu stanowisko najwyższego naczelnego dowódcy. Klembowski odmówił. Został zdjęty z dowódcy Frontu i wyznaczony członkiem Rady Wojennej.
W 1918 r. wstąpił do Armii Czerwonej. Został wyznaczony do pracy w Komisji Wojskowo-Historycznej badającej doświadczenia I wojny światowej. W 1920 członek Zebrania Specjalnego przy naczelnym dowódcy Robotniczo Chłopskiej Armii Czerwonej. W 1921 został oskarżony o współpracę z Polakami podczas klęski pod Warszawą i aresztowany. Zmarł w więzieniu po 14-dniowej głodówce.